# Wahlkreis Doubs V
Der Wahlkreis Doubs V ist seit 1986 ein Wahlkreis (französisch circonscription électorale) für die französische Nationalversammlung.

## Von 1986 bis 2010

### Wahlkreisgebiet
Gesetz vom 24. November 1986 – Der Wahlkreis umfasst 9 Kantone: Amancey, Levier, Montbenoît, Morteau, Mouthe, Pierrefontaine-les-Varans, Pontarlier, Le Russey und Vercel-Villedieu-le-Camp.

### Ergebnisse

#### Parlamentswahl 1997
| Kandidaten                                      | Kandidaten              | Parteien                                                                    | 1. Wahlgang | 1. Wahlgang | 2. Wahlgang | 2. Wahlgang |
| Kandidaten                                      | Kandidaten              | Parteien                                                                    | Stimmen     | %           | Stimmen     | %           |
| ----------------------------------------------- | ----------------------- | --------------------------------------------------------------------------- | ----------- | ----------- | ----------- | ----------- |
|                                                 | Roland Vuillaumegewählt | RPR – Rassemblement pour la République                                      | 17.269      | 39,2        | 26.325      | 57,3        |
|                                                 | Christian Bouday        | SOC – Parti socialiste                                                      | 11.299      | 25,7        | 19.634      | 42,7        |
|                                                 | Jean-Luc Bart           | FN – Front national                                                         | 6.256       | 14,2        |             |             |
|                                                 | Anne-Aymone d’Alès      | DVD – La Droite indépendante (Mouvement pour la France)                     | 2.625       | 6,0         |             |             |
|                                                 | Alain Vuillaume         | COM – Parti communiste français                                             | 1.818       | 4,1         |             |             |
|                                                 | Pascal Hintzy           | ECO – Les Verts                                                             | 1.448       | 3,3         |             |             |
|                                                 | Jean-Pierre Poissenot   | EXG – Lutte Ouvrière                                                        | 1.075       | 2,4         |             |             |
|                                                 | Françoise Presse        | ECO – Écologie citoyenne                                                    | 761         | 1,7         |             |             |
|                                                 | Marie-Odile Crabbé      | EXG – Solidarité, écologie, gauche alternative (Alternative rouge et verte) | 748         | 1,7         |             |             |
|                                                 | Colette Laval           | DIV – Les nouveaux écologistes du rassemblement nature et animaux           | 705         | 1,6         |             |             |
| Gesamt                                          | Gesamt                  | Gesamt                                                                      | 44.004      | 100         | 45.959      | 100         |
|                                                 |                         |                                                                             |             |             |             |             |
| Ungültige Stimmen                               | Ungültige Stimmen       | Ungültige Stimmen                                                           | 3.647       | 7,7         | 3.384       | 6,9         |
| Wähler                                          | Wähler                  | Wähler                                                                      | 47.651      | 71,7        | 49.343      | 74,3        |
| Wahlberechtigte                                 | Wahlberechtigte         | Wahlberechtigte                                                             | 66.419      |             | 66.398      |             |
|                                                 |                         |                                                                             |             |             |             |             |
| Quellen: Innenministerium – Assemblée nationale |                         |                                                                             |             |             |             |             |

#### Parlamentswahl 2002
| Kandidaten                                     | Kandidaten                 | Parteien                                    | 1. Wahlgang | 1. Wahlgang | 2. Wahlgang | 2. Wahlgang |
| Kandidaten                                     | Kandidaten                 | Parteien                                    | Stimmen     | %           | Stimmen     | %           |
| ---------------------------------------------- | -------------------------- | ------------------------------------------- | ----------- | ----------- | ----------- | ----------- |
|                                                | Jean-Marie Binetruygewählt | UMP – Union pour la majorité présidentielle | 21.438      | 47,4        | 27.022      | 69,8        |
|                                                | Robert Hugot               | VEC – Les Verts                             | 7.069       | 15,6        | 11.719      | 30,2        |
|                                                | Martine Faivre-Pierret     | FN – Front national                         | 5.372       | 11,9        |             |             |
|                                                | Gérard Faivre              | UDF – Union pour la démocratie française    | 3.783       | 8,4         |             |             |
|                                                | Claude Bazile              | PREP – Pôle républicain                     | 1.466       | 3,2         |             |             |
|                                                | Alain Vuillaume            | COM – Parti communiste français             | 1.407       | 3,1         |             |             |
|                                                | Claude Cuenot              | LO – Lutte Ouvrière                         | 921         | 2,0         |             |             |
|                                                | Philippe Mars              | CPNT – Chasse, pêche, nature et traditions  | 817         | 1,8         |             |             |
|                                                | Fabrice Girardet           | ECO – Unabh.                                | 740         | 1,6         |             |             |
|                                                | Etienne Roussel            | MPF – Mouvement pour la France              | 713         | 1,6         |             |             |
|                                                | Laure Vivot                | MNR – Mouvement national républicain        | 474         | 1,0         |             |             |
|                                                | François Delsau            | ECO – Mouvement écologiste indépendant      | 468         | 1,0         |             |             |
|                                                | Corinne Da Silva           | ECO – Génération Écologie                   | 314         | 0,7         |             |             |
|                                                | Thierry Anguenot           | DIV – Parti féderaliste                     | 255         | 0,6         |             |             |
| Gesamt                                         | Gesamt                     | Gesamt                                      | 45.237      | 100         | 38.741      | 100         |
|                                                |                            |                                             |             |             |             |             |
| Ungültige Stimmen                              | Ungültige Stimmen          | Ungültige Stimmen                           | 1.597       | 3,4         | 2.271       | 5,5         |
| Wähler                                         | Wähler                     | Wähler                                      | 46.834      | 66,4        | 41.012      | 58,1        |
| Wahlberechtigte                                | Wahlberechtigte            | Wahlberechtigte                             | 70.532      |             | 70.530      |             |
|                                                |                            |                                             |             |             |             |             |
| Quellen: Innenministerium, Ergebnis – Parteien |                            |                                             |             |             |             |             |

#### Parlamentswahl 2007
| Kandidaten               | Kandidaten                 | Parteien                                                      | Stimmen | %    |
| ------------------------ | -------------------------- | ------------------------------------------------------------- | ------- | ---- |
|                          | Jean-Marie Binetruygewählt | UMP – Union pour un mouvement populaire                       | 25.408  | 54,9 |
|                          | Christian Bouday           | DVG – Parti socialiste                                        | 8.743   | 18,9 |
|                          | Marie-Jacques Chalumeau    | UDFD – Union pour la démocratie française/Mouvement démocrate | 3.981   | 8,6  |
|                          | Claude Vernier             | FN – Front national                                           | 2.363   | 5,1  |
|                          | François Mandil            | VEC – Les Verts                                               | 1.599   | 3,5  |
|                          | Laurence Lyonnais          | EXG – Ligue communiste révolutionnaire                        | 1.409   | 3,0  |
|                          | Odile Humbert              | EXG – Lutte Ouvrière                                          | 635     | 1,4  |
|                          | Jean-Luc Pédezert          | CPNT – Chasse, pêche, nature et traditions                    | 626     | 1,4  |
|                          | Sylvie Tisserand           | MPF – Mouvement pour la France                                | 613     | 1,3  |
|                          | François Delsau            | ECO – Mouvement écologiste indépendant                        | 594     | 1,3  |
|                          | William Filonczuk          | DIV – Unabh.                                                  | 283     | 0,6  |
| Gesamt                   | Gesamt                     | Gesamt                                                        | 46.254  | 100  |
|                          |                            |                                                               |         |      |
| Ungültige Stimmen        | Ungültige Stimmen          | Ungültige Stimmen                                             | 882     | 1,9  |
| Wähler                   | Wähler                     | Wähler                                                        | 47.136  | 63,2 |
| Wahlberechtigte          | Wahlberechtigte            | Wahlberechtigte                                               | 74.591  |      |
|                          |                            |                                                               |         |      |
| Quelle: Innenministerium |                            |                                                               |         |      |

## Seit 2010

### Wahlkreisgebiet
- Découpage électoral: Ordonnanz n° 2009-935 vom 29. Juli 2009[2] (Ratifikation: Gesetz n° 2010-165 vom 23. Februar 2010[3]) – Keine territorialen Änderungen.
- Redécoupage cantonal: Dekret vom 25. Februar 2014.[4]

### Ergebnisse

#### Parlamentswahl 2012
| Kandidaten               | Kandidaten             | Parteien                                         | 1. Wahlgang | 1. Wahlgang | 2. Wahlgang | 2. Wahlgang |
| Kandidaten               | Kandidaten             | Parteien                                         | Stimmen     | %           | Stimmen     | %           |
| ------------------------ | ---------------------- | ------------------------------------------------ | ----------- | ----------- | ----------- | ----------- |
|                          | Annie Genevardgewählt  | UMP – Union pour un mouvement populaire          | 19.103      | 40,2        | 26.651      | 62,5        |
|                          | Liliane Lucchesi       | SOC – Parti socialiste                           | 11.009      | 23,2        | 15.966      | 37,5        |
|                          | Nathalie Bertin        | PRV – Parti radical valoisien                    | 6.327       | 13,3        |             |             |
|                          | Claude Vernier         | FN – Front national                              | 5.679       | 11,9        |             |             |
|                          | François Mandil        | VEC – Europe Écologie Les Verts                  | 1.836       | 3,9         |             |             |
|                          | Claude Faivre          | FG – Front de gauche (Parti communiste français) | 1.556       | 3,3         |             |             |
|                          | Christian Petit        | CEN – Mouvement démocrate                        | 575         | 1,2         |             |             |
|                          | Renée Remy             | DVG – Mouvement républicain et citoyen           | 352         | 0,7         |             |             |
|                          | Jean-Marie Pietoukhoff | ECO – Le Trèfle – Les nouveaux écologistes       | 329         | 0,7         |             |             |
|                          | Chantal Charles        | DVD – Debout la République                       | 275         | 0,6         |             |             |
|                          | Odile Humbert          | EXG – Lutte Ouvrière                             | 249         | 0,5         |             |             |
|                          | Gaëlle Wendlinger      | ECO – Alliance écologiste indépendante           | 238         | 0,5         |             |             |
| Gesamt                   | Gesamt                 | Gesamt                                           | 47.528      | 100         | 42.617      | 100         |
|                          |                        |                                                  |             |             |             |             |
| Ungültige Stimmen        | Ungültige Stimmen      | Ungültige Stimmen                                | 739         | 1,5         | 1.387       | 3,2         |
| Wähler                   | Wähler                 | Wähler                                           | 48.267      | 62,4        | 44.004      | 56,9        |
| Wahlberechtigte          | Wahlberechtigte        | Wahlberechtigte                                  | 77.342      |             | 77.318      |             |
|                          |                        |                                                  |             |             |             |             |
| Quelle: Innenministerium |                        |                                                  |             |             |             |             |

#### Parlamentswahl 2017
| Kandidaten               | Kandidaten             | Parteien                                                                                        | 1. Wahlgang | 1. Wahlgang | 2. Wahlgang | 2. Wahlgang |
| Kandidaten               | Kandidaten             | Parteien                                                                                        | Stimmen     | %           | Stimmen     | %           |
| ------------------------ | ---------------------- | ----------------------------------------------------------------------------------------------- | ----------- | ----------- | ----------- | ----------- |
|                          | Annie Genevardgewählt  | LR – Les Républicains                                                                           | 15.968      | 38,5        | 21.812      | 59,8        |
|                          | Sylvie Le Hir          | REM – La République en marche                                                                   | 13.728      | 33,1        | 14.674      | 40,2        |
|                          | Jérémy Navion          | FN – Front national                                                                             | 4.401       | 10,6        |             |             |
|                          | Martine Ludi           | FI – La France insoumise                                                                        | 3.632       | 8,8         |             |             |
|                          | Anthony Poulin         | ECO – Europe Écologie Les Verts                                                                 | 1.632       | 3,9         |             |             |
|                          | Jean-Marie Pietoukhoff | ECO – Confédération pour l’homme, l’animal et la planète (Le Trèfle – Les nouveaux écologistes) | 628         | 1,5         |             |             |
|                          | Évelyne Ternant        | COM – Parti communiste français                                                                 | 580         | 1,4         |             |             |
|                          | Yannick Ardiet         | DIV – Union populaire républicaine                                                              | 350         | 0,8         |             |             |
|                          | Emmanuel Chabeuf       | DIV – Parti animaliste                                                                          | 298         | 0,7         |             |             |
|                          | Myriam Springaux       | EXG – Lutte Ouvrière                                                                            | 269         | 0,6         |             |             |
| Gesamt                   | Gesamt                 | Gesamt                                                                                          | 41.486      | 100         | 36.486      | 100         |
|                          |                        |                                                                                                 |             |             |             |             |
| Leere Stimmzettel        | Leere Stimmzettel      | Leere Stimmzettel                                                                               | 557         | 1,3         | 1.953       | 5,0         |
| Ungültige Stimmzettel    | Ungültige Stimmzettel  | Ungültige Stimmzettel                                                                           | 253         | 0,6         | 913         | 2,3         |
| Wähler                   | Wähler                 | Wähler                                                                                          | 42.296      | 51,6        | 39.352      | 48,0        |
| Wahlberechtigte          | Wahlberechtigte        | Wahlberechtigte                                                                                 | 81.970      |             | 81.964      |             |
|                          |                        |                                                                                                 |             |             |             |             |
| Quelle: Innenministerium |                        |                                                                                                 |             |             |             |             |

#### Parlamentswahl 2022
| Kandidaten               | Kandidaten            | Parteien                                                                   | 1. Wahlgang | 1. Wahlgang | 2. Wahlgang | 2. Wahlgang |
| Kandidaten               | Kandidaten            | Parteien                                                                   | Stimmen     | %           | Stimmen     | %           |
| ------------------------ | --------------------- | -------------------------------------------------------------------------- | ----------- | ----------- | ----------- | ----------- |
|                          | Annie Genevardgewählt | LR – Les Républicains                                                      | 16.893      | 42,1        | 22.681      | 72,1        |
|                          | Philippe Alpy         | ENS – Ensemble ! (La République en marche)                                 | 7.825       | 19,5        | 8.796       | 27,9        |
|                          | Martine Ludi          | NUP – Nouvelle union populaire écologique et sociale (La France insoumise) | 7.516       | 18,7        |             |             |
|                          | Mathilde Jury         | RN – Rassemblement National                                                | 5.869       | 14,6        |             |             |
|                          | Elena Lebecque        | REC – Reconquête                                                           | 1.118       | 2,8         |             |             |
|                          | Sonya Morrison        | DXG – Lutte Ouvrière                                                       | 478         | 1,2         |             |             |
|                          | Alexandra Kadijevic   | DSV – Les Patriotes                                                        | 459         | 1,1         |             |             |
| Gesamt                   | Gesamt                | Gesamt                                                                     | 40.158      | 100         | 31.477      | 100         |
|                          |                       |                                                                            |             |             |             |             |
| Leere Stimmzettel        | Leere Stimmzettel     | Leere Stimmzettel                                                          | 542         | 1,3         | 2.630       | 7,5         |
| Ungültige Stimmzettel    | Ungültige Stimmzettel | Ungültige Stimmzettel                                                      | 201         | 0,5         | 995         | 2,8         |
| Wähler                   | Wähler                | Wähler                                                                     | 40.901      | 48,3        | 35.102      | 41,4        |
| Wahlberechtigte          | Wahlberechtigte       | Wahlberechtigte                                                            | 84.707      |             | 84.722      |             |
|                          |                       |                                                                            |             |             |             |             |
| Quelle: Innenministerium |                       |                                                                            |             |             |             |             |

#### Parlamentswahl 2024
| Kandidaten               | Kandidaten            | Parteien                                           | 1. Wahlgang | 1. Wahlgang | 2. Wahlgang | 2. Wahlgang |
| Kandidaten               | Kandidaten            | Parteien                                           | Stimmen     | %           | Stimmen     | %           |
| ------------------------ | --------------------- | -------------------------------------------------- | ----------- | ----------- | ----------- | ----------- |
|                          | Annie Genevardgewählt | LR – Les Républicains                              | 20.356      | 35,2        | 35.576      | 62,7        |
|                          | Floriane Jeandenand   | RN – Rassemblement National                        | 19.505      | 33,7        | 21.173      | 37,3        |
|                          | Mathieu Cassez        | UG – Nouveau Front populaire (La France insoumise) | 9.709       | 16,8        |             |             |
|                          | Lucas Boillot         | ENS – Ensemble pour la République (Renaissance)    | 7.176       | 12,4        |             |             |
|                          | Sonya Morrisson       | EXG – Lutte Ouvrière                               | 588         | 1,0         |             |             |
|                          | Nolann Laurent        | DIV – Génération démocratique et républicaine      | 497         | 0,9         |             |             |
| Gesamt                   | Gesamt                | Gesamt                                             | 57.831      | 100         | 56.749      | 100         |
|                          |                       |                                                    |             |             |             |             |
| Leere Stimmzettel        | Leere Stimmzettel     | Leere Stimmzettel                                  | 871         | 1,5         | 1.712       | 2,9         |
| Ungültige Stimmzettel    | Ungültige Stimmzettel | Ungültige Stimmzettel                              | 591         | 1,0         | 708         | 1,2         |
| Wähler                   | Wähler                | Wähler                                             | 59.293      | 69,5        | 59.169      | 69,4        |
| Wahlberechtigte          | Wahlberechtigte       | Wahlberechtigte                                    | 85.263      |             | 85.273      |             |
|                          |                       |                                                    |             |             |             |             |
| Quelle: Innenministerium |                       |                                                    |             |             |             |             |